# イフジ産業
イフジ産業株式会社（イフジさんぎょう）は、福岡県糟屋郡粕屋町に本社を置く鶏卵加工メーカーである。主力製品は製菓・製パン・マヨネーズ・外食・加工食品産業向けの原材料である液卵、卵白プロテインである。

## 略歴
- 1964年4月 - 藤井養鶏創業
- 1972年10月 - イフジ産業株式会社を設立
- 1973年9月 - 現在の本社所在地である福岡工場が完成し、液卵の製造販売を開始
- 1974年8月 - 千葉県市川市に関東営業所を設置する
- 1975年4月 - 大阪市西区に大阪営業所を設置する
- 1977年4月 - 福岡鶏卵加工協同組合を設立する
- 1978年10月 - 農林水産省の鶏卵加工合理化センター設置事業に基づき、福岡県鶏卵加工協同組合が国庫補助を受け、割卵機及び殺菌設備を導入すると同時に協同組合を製造会社として、イフジ産業は販売会社となる
- 1981年12月 - 茨城県水戸市に日配水戸販売株式会社と合弁で株式会社関東イフジを設立する
- 1982年5月 - 株式会社関東イフジ水戸工場が完成し、関東地区での生液卵の供給を開始
- 1983年4月 - 福岡県穂波町の有限会社日の丸食品を買収、株式会社に組織変更
- 1987年10月 - 日の丸食品株式会社の社名を株式会社イフジフーズに変更
- 1988年
  - 3月 - 株式会社関東イフジ水戸工場の隣接地を買収し、工場を増設
- 4月 - 株式会社イフジフーズにて、ゆで卵の製造を開始
- 1989年5月 - 奈良県奈良市に株式会社関西イフジを設立、近畿圏での生液卵の供給を開始
- 1990年3月 - 三重県上野市の有限会社カネヒロ食品を買収、株式会社に組織変更
- 1996年
  - 4月 - 製販一体化のため、株式会社関東イフジ、株式会社関西イフジ、株式会社カネヒロ食品、株式会社イフジフーズを合併するとともに福岡県鶏卵加工協同組合の所有資産を買取る。（福岡県鶏卵加工協同組合は解散する）
- 10月 - 愛知県安城市に名古屋工場を設置、中京圏での生液卵の供給を開始
- 1998年8月 - 三重事業部、不採算のため閉鎖に至る。
- 2001年5月 - 関東事業部新工場完成
- 2001年8月 - JASDAQに株式上場（2012年8月3日上場廃止）
- 2003年6月 - 関西事業部新工場建設着工
- 2004年3月 - 京都府に関西事業部新工場完成（旧奈良工場は閉鎖される）
- 2009年11月 - 日本化工食品株式会社を完全子会社化
- 2011年8月29日 - 福岡証券取引所に株式上場
- 2012年5月30日 - 東京証券取引所市場第2部に株式上場
- 2014年6月 - 代表取締役社長に藤井宗徳が就任
- 2017年3月2日 - 東京証券取引所市場第1部に指定替え
- 2020年3月 - 卵白プロテイン「REVOPRO」発売開始
- 2024年7月 - HORIZON FARMS 株式会社を完全子会社化

## 本社
- 福岡県糟屋郡粕屋町戸原東2-1-29

## 事業所
- 関東事業部 茨城県水戸市酒門町4476-17
- 名古屋事業部 愛知県安城市二本木新町1-8-7
- 関西事業部 京都府綴喜郡井手町大字井手小字合藪3-1
- 福岡事業部 福岡県糟屋郡粕屋町戸原東2-1-29